# Knuckles the Echidna
Knuckles the Echidna (ナックルズ・ザ・エキドゥナ Nakkurusu Za Ekiduna?) es un personaje de la serie de videojuegos Sonic the Hedgehog de Sega. Knuckles es un equidna rojo que posee largas y afiladas púas.
Dos de sus nudillos (en inglés knuckles, de ahí su nombre) son en realidad pinchos afilados. Además, su nombre deja constancia de su ascendencia: el clan equidna. Es uno de los personajes más fuertes de la saga de Sonic (se dice que es tan fuerte como Sonic es de rápido). También dispone de la habilidad de planear atrapando el aire bajo sus rastas, aunque en la versión japonesa de la serie, no planea, sino que vuela utilizando su energía (ki) para propulsarse (al igual que muchos héroes de los mitos y leyendas orientales). Es experto en gran variedad de artes marciales. No obstante Knuckles es capaz de romper las piedras e incluso hierro utilizando simples golpes, es capaz de enfrentarse a Sonic y a Tails al mismo tiempo ya que su fuerza y habilidades marciales rivalizan hasta con Shadow the hedgehog.

## Personaje

### Sobre su historia
Knuckles vive en Angel Island, también llamada Isla Flotante, por flotar en el cielo gracias al poder de la Master Emerald, que se encarga de cuidar. Es el último superviviente de una población de equidnas que habitó alguna vez la isla (aunque se sabe que hay más equidnas en otras partes del planeta Mobius,pero solo en los Archie Comic's). Knuckles es el Guardián de la Master Emerald (Esmeralda Maestra, Esmeralda Principal, Gran Esmeralda o Esmeralda Madre), destino que ha pasado en su familia durante generaciones. Los Guardianes existen para que la Master Emerald no caiga en manos equivocadas, ya que, si eso sucediera, el mundo estaría en peligro. Esto significa que los Guardianes, en cierta forma, existen para mantener la armonía del Universo.
Knuckles apareció por primera vez en el juego "Sonic the Hedgehog 3" para Sega Megadrive, donde creía que Sonic y Tails intentaban robar la Master Emerald y que el Doctor Robotnik intentaba evitarlo. Robotnik, por supuesto, le había mentido y planeaba usar la joya para impulsar su estación espacial, el Death Egg. En Hidden Palace Zone (en el juego "Sonic & Knuckles") le fue revelada la traición de Robotnik de forma brusca: con una electrocución. Se unió entonces a Sonic y Tails para intentar detener a Robotnik.
Knuckles ha sido desde entonces un amigo, (y a veces rival) de Sonic y Tails, compartiendo muchas de sus aventuras, siendo engañado por Robotnik, y llamando la atención de una murciélaga blanca llamada Rouge, que intenta robarle también la Master Emerald (Sonic Adventure 2).
Aparte de aparecer en las principales series de Sonic 3 y Knuckles figuró de manera prominente en "Knuckles' Chaotix", un juego para Sega 32X alejado de la serie y casi desconocido. En el juego aparecieron también los Chaotix, un cómico grupo de inadaptados. El equipo Chaotix está formado por 4 integrantes: Vector the Cocodrile el líder del equipo, Espio the Chameleon, un chico con habilidades ninjas, Charmy Bee una abejita muy simpática que a menudo se mete en muchos líos y un integrante que no es muy conocido: Mighty the Armadillo.

### Personalidad
Knuckles es independiente, leal, un poco testarudo, y a menudo algo ingenuo. Es un sabio guerrero ermitaño que vive en paz con el universo, pero debido a que es muy solitario suele tener mal carácter. No tiene mucho sentido del humor y se enoja con facilidad, pero siempre se puede contar con él a la hora de salvar el planeta.
En un principio, Knuckles era el personaje "oscuro" de la saga: un rival directo de Sonic con poderes ocultos, un pasado misterioso, y una personalidad fría. Después, se pasó al bando de los buenos, y siguió con su misteriosa y poderosa personalidad, pero ahora como un luchador ermitaño, y no como el ser "oscuro" que era antes. Ese rol de personaje sombrío fue ocupado por Shadow the Hedgehog. A pesar de que puede ser inteligente y conoce Angel Island como la palma de su mano, Knuckles puede ser fácilmente engañado por su carácter ingenuo y crédulo. Al estar aislado del mundo exterior, creció creyendo en la honestidad, y no estaba preparado para la manipulación y la naturaleza engañosa del Dr. Eggman. Incluso después de haber demostrado su maldad, Eggman ha sido capaz de engañar a Knuckles, ya que, le hace creer que Sonic se fue para conseguir fragmentos de la Master Emerald en "Sonic Adventure", y convence a Knuckles a pilotar uno de sus robots en "Sonic Advance 2". Knuckles también tiene mucho mal carácter con el Dr. Eggman, y si bien puede ser útil para la canalización cuando lucha contra el que podría amenazar su isla, también lo puede meter en problemas, tales como sus interacciones con Rouge , que pueden afectar a uno después de vivir su vida aislada antes de ser arrojado a la historia de Sonic the Hedgehog. Aunque él nunca lo admitiría, Knuckles ha sentido un poco de envidia de la forma de vida que Sonic tiene, ya que él ha de ser capaz de vivir sin preocupaciones, sin nada que lo retenga en un mismo lugar, pero Knuckles nunca cambiaría sus funciones por vivir la vida de Sonic. También es un gran cazador de tesoros, explora la isla en su tiempo de inactividad, así como otros lugares cuando sabe que la Master Emerald está segura. También es muy hábil en las artes marciales, y tiene un gran agrado hacia las frutas, especialmente uvas. La personalidad de Knuckles varía, dependiendo de las diferentes versiones:
- En los videojuegos de Sega es muy terco y posee un gran sentido del deber, aunque marcha con Sonic y compañía a salvar el mundo mucho más a menudo que en las historias de las series de TV. En la biografía de "Sonic Jam" se dice que es tímido, lo cual no es consistente con los videojuegos más recientes, pero se puede justificar por la manera extraña que tiene de actuar cuando está cerca de chicas como Amy Rose, Blaze the Cat, Rouge the bat y, especialmente, Sonia the Hedgehog.
- En la película de anime Sonic the Hedgehog: The Movie'

', es un buscador de tesoros quizás porque no hay Chaos Emeralds (Esmeraldas del caos) en la historia, descuidado y en ocasiones algo ingenuo. Se dice que es el mejor amigo de Sonic, pero aun así es más serio y conoce sus prioridades en la vida (el deber de Knuckles es proteger la Master Emerald).
- En los Cómics americanos de Archie, es el devoto Guardián de la Gran Esmeralda, y a pesar de que suele enfadarse con frecuencia, es más hablador y sarcástico, ya que en esta película no es tan solitario ni ingenuo como en las apariciones que tuvo en los Cómics (esto se debe a que aquí es el líder de los Chaotix y está acompañado por ellos todo el tiempo). Aun así, sigue siendo fácil de engañar, solo que no tanto como en los videojuegos. Knuckles también servia como el protector de los últimos Echidnas quienes están escondidos. Después del debate legal de Ken Penders, la continuidad de los cómics fue reincida y Knuckles se volvió más parecido a su contraparte en los videojuegos.
- En los cómics ingleses de Fleetway y en los mangas japoneses de RP y Shōgakukan, Knuckles se dedica con más fervor a su deber como Guardián, casi como una obsesión. Le parece que el ego de Sonic es algo odioso, y es extremadamente solitario. Es más fácil enfurecerle, cuesta más confiar en él y es menos ingenuo de lo habitual. No sólo custodia la Gran Esmeralda, sino también las Esmeraldas del Caos.
- En la serie de anime "Sonic X", Knuckles se enfurece con mucha facilidad, pero es algo menos terco que en otras apariciones, y tiende a ceder en las situaciones en las que otros se confabulan contra él. Es probablemente el más ingenuo de todas las versiones, quizás debido a la temática cómica presente en "Sonic X". Se concentra menos en su deber como Guardián, pero en la primera temporada de la serie, donde no aparecía ninguna Master Emerald que proteger, estaba ansioso por reunir las Esmeraldas del Caos para regresar a Angel Island y poder cumplir con su labor de cuidar la Esmeralda Principal.
- En la película Sonic the Hedgehog 2 Knuckles es el último de su tribu, y busca encontrar la Esmeralda Maestra, la cual los búhos le robaron a los Echidnas. El encuentra a Robotnik cuando este intenta usar el poder de Sonic para regresar a la Tierra. Knuckles se alía con Robotnik para poder encontrar la Esmeralda Maestra antes que Sonic y Tails. Robotnik finalmente lo traiciona, y lo deja morir en un templo hundido, pero Sonic lo rescata. Después de eso, Knuckles hace las pases con Sonic y Tails, y se les une para derrotar a Robotnik. Los tres son victoriosos, y Knuckles se va a vivir junto a sus amigos para proteger la esmeralda.

En general, Knuckles es sabio, humilde, criminal, solitario y hábil en las artes marciales como un monje Shaolin o un guerrero de Wudang, pero es serio y de mal carácter.

### Habilidades
El Guardián de la Master Emerald posee varias habilidades que lo hacen el personaje más fuerte de la serie:
- Spin Dash: Al igual que Sonic, Knuckles puede girar en el suelo, rápidamente sobre sí mismo, y así tomar impulso para salir rodando a toda velocidad, lo que le permite no solo avanzar a 1000 km/h, sino también destruir obstáculos y golpear enemigos que puedan estar a su paso.
- Vuelo: Knuckles tiene la habilidad de volar o planear, según las diferentes versiones. En los cómics americanos no vuela, sino que planea atrapando aire bajo las largas púas de su cabeza; en cambio, en los mangas japoneses, no necesita hacer eso ya que tiene la capacidad de volar al ser propulsado por su energía vital, que también le permite mantenerse quieto, suspendido en el aire (el vuelo es lo que le permite abandonar y regresar a Angel Island cuando esta está flotando en el cielo).
- Escalar: Gracias a los dos nudillos picudos de cada uno de sus guantes, Knuckles puede escalar toda clase de muros con mucha facilidad. Solo necesita clavar los espolones de sus puños en las superficies de los muros, y ayudarse con los pies para trepar sobre estos.
- Nado: Knuckles es un buen nadador, capaz de moverse rápidamente bajo el agua y contener la respiración por largos períodos de tiempo. Esta habilidad le es muy útil, ya que una de sus principales fuentes de alimento son los peces, los cuales debe atrapar con sus manos en los ríos y lagunas de Angel Island.
- Artes Marciales: Casi todos los Guardianes son expertos en las artes marciales, ya que las necesitan para proteger la Master Emerald (y para protegerse ellos mismos). Knuckles posee una fuerza descomunal, capaz de destruir una roca sólida con sus puños y soportar un shock eléctrico de tres millones de voltios, saliendo prácticamente ileso. Por ser un guerrero, solo utiliza técnicas avanzadas de ataque cuando se enfrenta a un oponente que también conoce las artes marciales (como Rouge the Bat). En cambio, si se enfrenta a alguien que no es un luchador (como Sonic the Hedgehog) solo se defiende con simples puñetazos y patadas, o bien con técnicas comunes como el Spin Dash (algunas técnicas como el Comet Punch, el Tornado Claw, el Spiral Upper y el Maximum Heat Attack, las utiliza contra cualquier clase de oponente).

### Habilidades de cada juego
- Spin Dash: Knuckles se enrolla en forma de bola y gira velozmente sobre sí mismo, lo que le permite tomar impulso para ir a toda velocidad.

- Glide: Knuckles es capaz de sobrevolar el escenario, para apoyarse luego a alguna parte del decorado.

- Climb: Tras volar, luego de haber aterrizado en un muro, Knuckles puede subir o bajar a través de él si el jugador pulsa los botones direccionales de "arriba" y "abajo".

- Spin attack: Al presionar el botón "X" mientras Knuckles corre, él se enrolla en bola permitiéndole acabar con algunos enemigos.

- Punch: Al presionar el botón "X", Knuckles dará un puñetazo.

- Comet Punch: Al presionar el botón "X" tres veces seguidas, Knuckles dará dos puñetazos comunes, y un tercero mucho más potente (avanzando contra el enemigo).

- Glide: Similar a los juegos anteriores.

- Climb: Similar a los juegos anteriores.

- Dig: Si se tienen las "Shovel Claws", Knuckles podrá utilizarlas para cavar en suelos blandos. Para esto, el jugador debe presionar los botones "X" y "A" simultáneamente, mientras el equidna se halla parado en el lugar donde se quiere excavar.

- Maximun Heat Attack: Knuckles vuela con los puños en posición de ataque, y se dirige a través de una fila de Badniks enemigos, pudiendo acabar con todos ellos.

- Glide: Similar a los juegos anteriores.

- Climb: Similar a los juegos anteriores.

- Punch: Similar a los juegos anteriores.

- Uppercut: Al presionar el botón "B" tres veces seguidas, Knuckles dará dos puñetazos comunes, y un tercero que no se dirigirá hacia adelante, sino hacia arriba.

- Spiral Upper: Mientras Knuckles da vuelta en círculos sobre un mismo lugar, se debe presionar el botón "B". Esto hará que el equidna salte girando en espiral, con sus puños en posición de ataque.

- Dig: Similar a los juegos anteriores, pero con la adición de poder ser ejecutado sobre los muros donde Knuckles está trepado (en este juego se ejecuta simplemente con el botón "B").

- Tornado Claw: Al presionar el botón "B" repetidas veces mientras Knuckles corre, él comienza a dar puñetazos y acaba por lanzarse paralelo al suelo con sus dos puños en posición de ataque, mientras gira de lado sobre sí mismo.

- Drill Claw: Si el jugador presiona el botón "B" mientras Knuckles está volando, este descenderá girando en espiral, con sus garras apuntando hacia el suelo. (si se tienen las "Shovel Claws", Knuckles podrá cavar al aterrizar).

- Mystic Melody:Una técnica que hace que ocurra algo especial en algunos sitios específicos.

- Thunder Arrow: Al coleccionar 40 rings en el modo "Versus", Knuckles puede golpear a su oponente lanzándole un rayo, quitándole puntos de vida.

- Power Flash: Al coleccionar 60 rings en el modo "Versus", Knuckles puede inmovilizar al rival durante 10 o 20 segundos.

- Fire Dunk: Knuckles usa a Sonic y Tails como bolas de fuego para destruir a sus enemigos.

- Wide Power Attack: Knuckles puede atacar a todos los enemigos cercanos de una sola vez. Dependiendo de su nivel, puede dar desde un puñetazo en la tierra hasta hacer que, tras ese puñetazo, salgan explosiones volcánicas.
- Triangle Dive: Knuckles usa a Sonic y Tails agarrando sus manos y descendiendo lentamente

Knuckles, al ser un personaje de tipo Power(Poder), es capaz de romper ciertos obstáculos. Dependiendo del nivel que esté, Knuckles puede aturdir a sus rivales durante diversos periodos de tiempo si tiene activado el turbo, quitándoles además los rings.

### Transformaciones
Desde que Knuckles apareció como personaje de la saga Sonic, sus creadores han realizado diferentes versiones de sus transformaciones.
- Super Knuckles: Cuando salió a la venta el juego "Sonic & Knuckles", muchos fanáticos del equidna rojo estaban ansiosos por utilizar a este personaje y hacerlo recolectar las 7 Chaos Emeralds, para ver cómo se transformaba y adquiría las habilidades del ya conocido Super Sonic. Esto resultó ser una gran decepción para muchos, ya que Super Knuckles no se transformaba igual que lo hacía Super Sonic; sus púas no se erizaban ni cambiaban su color a amarillo brillante, su capacidad de salto no aumentaba, y lo que es peor, su velocidad apenas se incrementaba (solo era más rápido en el vuelo y en la escalada de paredes). La transformación de Super Knuckles consiste en un destello intermitente de sus púas color rojo: el personaje cambia gradualmente de su color rojo, al naranja brillante, rosa brillante, y blanco brillante, repitiendo ese mismo ciclo de forma inversa. La veloz transición de los cuadros rojo-naranja-rosa-blanco-rosa-naranja-rojo repetidos en forma infinita, dan la sensación de que las púas rojas de Knuckles poseen una serie de destellos intermitentes (además, cuando Super Knuckles corre deja un corto rastro de "estrellas/chispas" brillantes). Lo único bueno de esta pseudo-transformación es la invencibilidad.
- Hyper Knuckles: En el juego Sonic 3 & Knuckles, Sonic Heroes y Sonic the Fighters los realizadores decidieron mejorar su transformación, aunque no hicieron un gran cambio. Cuando Knuckles consigue las 7 Super Emeralds (son las 7 esmeraldas, pero potenciadas por la Master Emerald) se transforma en Hyper Knuckles, que tampoco es igual a la transformación de Hyper Sonic. Esta transformación es igual a Super Knuckles, pero con la salvedad de que, cuando el personaje corre, no deja un rastro de chispas brillantes sino un "reflejo" doble y semitransparente de su propia imagen. Lo único que hace a Hyper Knuckles más poderoso que Super Knuckles es su capacidad de generar temblores cuando aterriza en un muro, luego de haber estado volando. Estos temblores destruyen a todos los enemigos que se encuentran en el suelo sostenido por dicho muro. Lo malo es que si en Sonic 3 & Knuckles lo transformas en Hyper Knuckles con modo debug no hace temblores en las paredes.
- Chaos Knuckles: La Transformación más poderosa que ha aparecido en un cómic, con un poder comparable al de Super Sonic, o quizás más. En los cómics americanos de la editorial archie, Knuckles se transforma con el poder de la Master Emerald, cuando esto ocurre, se lo llama Chaos Knuckles. Esta Transformación no eriza las púas del Guardián pero sí cambia su color, tornándose verde brillante. Los poderes de Chaos Knuckles van más allá de la invencibilidad, el aumento de velocidad y las demás habilidades de Hyper Knuckles

## Relaciones

### Amigos
- Sonic the Hedgehog: En "Sonic the Hedgehog 3", Knuckles es engañado por el Dr. Robotnik, haciéndole creer que Sonic y Tails le querían robar la "Master Emerald". Cuando se aclara que era el propio Robotnik quien quería robarla, Sonic pasa a ser un aliado suyo. Si bien la personalidad seria y obsesiva del equidna contrasta con la del erizo, ambos ahora se las arreglan para llevarse bien como amigos.
- Miles "Tails" Prower: En "Sonic the Hedgehog 3", puesto que Tails es amigo de Sonic, Knuckles también le veía como un enemigo, aunque no tanto como a Sonic. Al igual que con Sonic, cuando Knuckles descubre las intenciones de Robotnik, Knuckles se une a Tails para detener al malvado científico.
- Amy Rose: Pese a que sus personalidades chocan (discuten a menudo), se llevan bien.
- Espio the Chamaleon: En el manual americano de "Knuckles Chaotix", Espio es un amigo de Knuckles que está visitando "Carnival Island" junto a él, hasta que Espio es atacado por el Dr. Robotnik y Metal Sonic, que intentaban capturarlo. Knuckles salva a Espio, pero por culpa de un invento del Dr. Robotnik, Knuckles y Espio están ahora unidos por dos anillos.
- Rouge the Bat: Esta espía ninja apareció por primera vez en el juego "Sonic Adventure 2", donde demuestra tener un gran gusto por las joyas y un talento innato para robarlas. Cuando esta chica murciélago le roba la Master Emerald a Knuckles, él se llena de furia y se empeña en recuperar la poderosa gema, dispuesto a matar a Rouge si es necesario para recuperarla. Ellos dos son esencialmente enemigos en todos los aspectos: Knuckles es un sabio, un alma libre disconforme con la sociedad que domina al mundo, mientras que Rouge es una burócrata, funcionaria del gobierno que rige en esa sociedad y encargada de que el status quo de esta no se derrumbe; él es un Guerrero pacífico que solo ataca para defenderse y para hacer justicia, siempre conservando su honor, mientras que ella es una Ninja a quien no le interesa el honor, atacando a quien sea si esas son las órdenes de sus superiores y con el único interés de obtener recompensas materiales; y principalmente, su rivalidad existe porque el equidna es el Guardián destinado a proteger la poderosa Esmeralda Principal, que no debe caer en manos enemigas. No obstante, en los últimos videojuegos se ve que tienen una relación más amistosa que competitiva.

- Anti Knuckles: En los cómics de Archie, Anti Knuckles es la contraparte de Moebius Knuckles. Él actúa como un guardián, como lo ha hecho para proteger la isla hundida. Pero, a diferencia de Knuckles, es un pacifista que solo utiliza la violencia como último recurso. Durante la adquisición de Moebius de Scourge, Anti Knuckles fue derrotado por el erizo. No se sabe si sobrevivió.

### Enemigos
Un guerrero luchador, sabio enemistado con la sociedad posmoderna y protector de la Esmeralda más poderosa del Universo, debe tener, obviamente, muchos enemigos que lo odian....
Estos son los principales némesis del equidna rojo:
- Nack the Weasel: También conocido como Fang the Sniper, este cazarrecompensas es el enemigo directo número uno de Knuckles. Cuando apareció por primera vez en el juego "Sonic the Hedgehog: Triple Trouble" de la consola portátil Game Gear, Nack era un cazador de recompensas contratado por Robotnik para robar las Esmeraldas del Caos. Por su parte, Knuckles, (que creía que Sonic y Tails eran los malos) también trabajaba para el Dr. Eggman, ya que este le había pedido que lo ayudara a detener a Sonic, y así el erizo no podría robarle la Gran Esmeralda. En el juego, la historia termina ahí, pero en los cómics y en los mangas el asunto continuaba.... Después de que Knuckles se pasara al bando de Sonic, Nack siguió trabajando para Eggman, quien, esta vez, le había encargado robar la Master Emerald. Fue así como Fang fue considerado como el archienemigo de Knuckles. En los cómics de Archie, Nack se vale de sus habilidades como francotirador para intentar vencerle (en estos cómics tiene un aspecto de "cowboy"), mientras que en los mangas originales y los de RP, solo dispara sus armas contra Sonic y Tails, mientras que, con Knuckles, se enfrenta en combates de artes marciales (en los mangas, es conocedor del Ninjutsu). Nack es tan enemigo de Knuckles como Sonic lo es de Shadow y de Robotnik.
- Metal Knuckles: Al igual que con Sonic, el Dr. Ivo Robotnik creó una imitación mecánica de Knuckles, con el fin de poder igualar sus habilidades. Metal Knuckles es un robot a quien Eggman programó, para vencer en combate a Knuckles, y así poder robarle la Master Emerald sin problemas. Las principales apariciones de Metal Knuckles fueron en los juegos "Sonic R" de la consola Sega Saturn, y "Sonic Advance" de la consola portátil Game Boy Advance. En estos juegos, Metal Knuckles actúa contra el equidna rojo de la misma manera en que lo hace Metal Sonic contra el erizo azul: atacándolo con las mismas técnicas de lucha de su "original orgánico", pero con la adición del uso de armas incorporadas en su cuerpo mecánico.

- Dr. Ivo Robotnik: Luego de que Knuckles fuera traicionado por el Dr. Robotnik en Sonic & Knuckles, este empezó a ser considerado por el equidna rojo como un enemigo. Por lo general, Knuckles no está tan obsesionado en enfrentarse al Dr. Eggman como lo está Sonic, pero hay ocasiones en que esa fuerte enemistad estalla (anteriormente Eggman seguía engañándole al equidna). En todos los videojuegos de la saga, Robotnik es el enemigo principal de Knuckles, ya que cuando no intenta robarle la Master Emerald, sí intenta robarle las Chaos Emeralds, y siempre con el propósito de dominar al mundo. Los Guardianes existen para que la Master Emerald no caiga en manos equivocadas, ya que si eso sucediera el mundo estaría en peligro. Esto significa que los Guardianes, en cierta forma, existen para mantener la armonía del Universo, y es por eso que Knuckles suele enfrentarse a Eggman incluso cuando la Master Emerald no está en juego.
- Shadow the Hedgehog: A pesar de que ambos han colaborado algunas veces para derrotar a Eggman, Shadow y Knuckles en general no se llevan muy bien. En algunos juegos Spin-Off's como Team Sonic Racing, Knuckles y Shadow constantemente compiten entre sí. Usualmente Shadow no convive con Knuckles por ser parte del equipo de Sonic.

### Vida Amorosa
Las relaciones amorosas de Knuckles varían según las distintas versiones de cómics y mangas. A continuación, un listado de las principales chicas que han tenido un papel destacado en la vida sentimental del Guardián de la Gran Esmeralda:
- Julie-Su: En los cómics de Archie, se da la connotación a Julie-Su una exsoldado del bando enemigo llamado Dark Legion. Ella se separó de la legión y se unió a Knuckles y sus amigos, entonces ella los traicionó en una invasión a gran escala masiva en la Isla Flotante. Julie-Su es arrestada, pero, sorprendentemente fue puesta en libertad con la condición de unirse a los Chaotix, una idea adoptada por Constable Remington y guiada por Locke (el padre de Knuckles). Los Chaotix se sorprendieron con la noticia y Julie-Su fue desertada del Dark Legion odiando profundamente a Knuckles; pero después de discutir, insultar y desafiar a Knuckles, recibió amistad y se convirtió en la novia de Knuckles, después de haber luchado junto a él durante un corto período de tiempo. Desde entonces Knuckles y Julie-Su son almas gemelas. En uno de los tantos cómics que muestran los futuros posibles de los personajes (25 años después), Julie-Su se muestra como la pareja de Knuckles y tienen una hija llamada Lara-Su, aunque esto es solo uno de los tantos futuros posibles para el echidna rojo, aún no se ha confirmado nada en concreto por el equipo Sonic.[1][2]
- Bunnie Rabbot: En los cómics de Archie, Bunnie es una coneja guerrera que perdió sus piernas y su brazo izquierdo al enfrentarse al Dr. Robotnik. Sus miembros amputados fueron reemplazados por imitaciones mecánicas, lo que le otorga una fortaleza extra. Esta chica ha insinuado cierto afecto hacia Knuckles en algunas ocasiones, a pesar de que en la serie de cómics de Archie ambos personajes pertenecen a bandos opuestos (Bunnie es miembro de los Freedom Fighters mientras que Knuckles es el líder de los Chaotix). Aparentemente, Bunnie Rabbot ve a Knuckles como su "alma gemela", ya que a ambos les apasionan las artes marciales (Bunnie es experta en Kung Fu), y es por eso que ella le estima tanto, aunque él solo la ve como una hábil guerrera con quien puede librar varios combates "amistosos".
- Sonia the Hedgehog: En la serie televisiva americana "Sonic Underground", Knuckles parece sentir afecto por Sonia, la hermana de Sonic. Él no demuestra estar enamorado de la eriza, pero ella sí expresa su amor por él. En una ocasión, Knuckles le salvó la vida, y ella se lo agradeció dándole un beso. No pareció enfadarse por eso, sino que disfrutó de la ocasión y se mostró afectuoso con la joven. Posteriormente ella volvió a hacer comentarios aduladores sobre Knuckles, pero él no presumía sobre eso, y mucho menos enfatizaba en sus sentimientos hacia Sonia.

## Familia
En los videojuegos, no suele mencionarse nada acerca de la familia de Knuckles (aunque sí suele mostrarse información acerca de su ancestral pueblo), pero en los cómics y mangas sí se dan datos sobre su genealogía, y también suelen aparecer algunos de los miembros de su clan, aunque existen muchas diferencias entre las distintas versiones (principalmente entre Archie y RP):
- Master Shisai: En los mangas de RP y en algunos cómics de Fleetway es el maestro supremo de todos los monjes guerreros de Sky Sanctuary (estos monjes filósofos son llamados Shisai). Este anciano maestro es el abuelo de Knuckles, y fue el Guardián de la Master Emerald antes de que él naciera. La tarea de proteger la Esmeralda Principal ha pasado de abuelos a nietos en la familia de Knuckles durante generaciones; por eso el abuelo de Knuckles fue el anterior Guardián antes de que él naciera, y Knuckles dejará de ser el Guardián cuando sea un anciano y tenga un nieto, quien lo reemplazará en la tarea de proteger la Gran Esmeralda. Cada Guardián lo es desde que nace, y puede identificarse con la extraña marca de nacimiento que lleva en su pecho (como la que tiene Knuckles). Esta marca, desaparece al nacer el Guardián de la siguiente generación, que nace con esa marca, y así el ciclo se repite. Cuando un Guardián anciano es sustituido por su nieto, abandona el trabajo de cuidar la Master Emerald pero adopta la función de Master Shisai, liderando a los Shisai de Sky Sanctuary y, principalmente, instruyendo al nuevo y pequeño Guardián para que aprenda sus ancestrales conocimientos filosóficos, técnicas de artes marciales, meditación, y control de la Energía (Rei-Ki).

Hay que destacar que "Master Shisai" (Maestro Shisai) es el grado supremo de maestría de estos monjes, no un nombre propio. Se desconoce cual sea el nombre de pila del abuelo de Knuckles, ya que en los cómics (Fleetway) y mangas (RP) todos lo llaman "Master Shisai", a excepción del propio Knuckles, quien lo llama simplemente "abuelo".
- Atlahua the Echidna: En los cómics de Fleetway y en los mangas de RP, se cuenta que Knuckles es hijo de una joven equidna blanca llamada Atlahua, que, a su vez, es la hija de quien fue el anterior Guardián de la Master Emerald, el anciano Maestro Shisai. Se desconoce por qué Knuckles y su madre solo estuvieron juntos cuando él era pequeño (él no la recuerda). Se supone que Atlahua fue asesinada por alguien que quería robar la Master Emerald (quizás el Dr. Robotnik). Atlahua, al igual que los demás miembros de la ancestral civilización Echidna, vestía atuendos similares a los de los antiguos Mayas, y se piensa que ella era una sacerdotisa ya que era hija del Gran Shisai.
- Hermandad de los Guardianes: En los cómics de Archie se menciona a la "Hermandad de los Guardianes" ("Brotherhood of Guardians") como los ancestros directos de Knuckles (entre las versiones americanas y japonesas difieren muchos de los antecesores del equidna, incluso su madre, su padre y su abuelo). A diferencia de los mangas publicados por RP, en los cómics de Archie los Guardianes no se suceden cada dos generaciones (de abuelo a nieto), sino que lo hacen aleatoriamente según las circunstancias; a veces de padre a hijo, de un hermano a otro, o incluso entre primos. Otra diferencia clara es el hecho de que, en las versiones japonesas, cada Guardián tiene por lo menos un nieto varón, que es el que lo sucederá en la tarea de proteger la Master Emerald; en cambio, esto no es siempre así en las publicaciones americanas, donde al menos una vez, hubo una Guardiana mujer.

Hermandad de los Guardianes:
- Edmund
- Steppenwolf
- Moonwatcher
- Harlan
- Remembrandt (quien le dio el nombre de Hermandad de los Guardianes al grupo)
- Aaron (murió al detener un misil, llevándose a Menniker con él)
- Jordan (hermano de Aaron)
- Mathias (uno de los Guardianes más fuertes que utilizaba su Energía Ki para pelear)
- Hawking
- Tobor
- Spectre
- Thunderhawk
- Sojourner
- Janelle-Li (primera y única mujer en ocupar el puesto de Guardián, debido a un ocasión imprevista)
- Athair
- Sabre
- Locke
- Knuckles
- Lara-Su (en un futuro alterno/posible)

- Knuckles Warriors: En los cómics americanos de Archie es el nombre del clan al que pertenece Knuckles; de hecho, en esas publicaciones, se dice que Knuckles se llama así en honor al nombre de su familia. Sus principales miembros son:

- Brotherhood of Guardians - Ancestros
- Dimitri/Enerjak - Tío Abuelo (iniciador de la Dark Legion ("Legión Oscura"), némesis de la Hermandad)
- Athair - Bisabuelo (en la serie animada "Sonic Underground", Sean Connery es quien le da la voz a este personaje)
- Lara-Le - Madre
- Locke - Padre
- Wynmacher - Padrastro
- Kneecapeon "Kneecaps" Mace - Medio Hermano
- Julie-Su- Prima Tercera (esposa en un futuro alterno/posible)
- Kragok - Primo Tercero (GrandMaster de la Dark Legion)
- Lien-Da/Kommisar - Prima Tercera
- Lara-Su - Hija (en un futuro alterno/posible)
- Rutan - Sobrino (en un futuro alterno/posible)

- Tikal the Echidna: Posiblemente Tikal sea una antepasada de Knuckles debido a que es una ancestral echidna de una época anterior al período de los Guardianes, pero estos datos no han sido confirmados por el Sonic Team de Sega.

## Apariciones más destacadas

### En videojuegos

#### En consolas de 8 bits
En Game Gear encontramos:
"Sonic Triple Trouble", donde es rival de Sonic y Tails. Actúa como personaje no jugable.
En "Sonic Drift 2", Knuckles es uno de los pilotos que se pueden elegir.
"Sonic Blast" es el primer (y único) videojuego de plataformas de 8 bits donde Knuckles actúa como personaje jugable, siendo compañero de Sonic. Los entornos son en 2D, aunque, sin embargo, Sonic y Knuckles aparecen en 3D.

#### En consolas de 16 bits
En "Sonic the Hedgehog 3", Sonic y Tails vuelven a combatir, unidos contra Eggman, con un nuevo rival (hoy en día compañero). Knuckles the Echidna, confundido por el Doctor Eggman, haciéndole creer que Sonic y sus amigos venían a robarle la Master Emerald.
En "Sonic & Knuckles", la Master Emerald fue robada por Mecha Sonic, Knuckles decide ir a recuperarla pero un Eggrobo intenta entorpecer su búsqueda siguiéndolo por todo Angel Island. Fue el único juego con tecnología "Lock On".
"Sonic 3D Blast", con gráficos 3D en una vista cenital y prerrenderizados: Knuckles aparece aquí como personaje no jugable. Si Sonic se acerca a él, y tiene 50 anillos, le permitirá acceder a una Special Stage.

#### En consolas de 32 bits
"Knuckles Chaotix" es un videojuego protagonizado por Knuckles, aunque en Japón el juego se llame solamente "Chaotix" (aun así, el protagonista es Knuckles). En este juego no aparece Sonic ni Tails, aunque si tienen un cameo. Aquí, el Guardián forma equipo junto a Espio, Charmy, Vector y Mighty, luchando contra los malvados planes del Dr. Robotnik, tratando una vez más de detener a su robot más poderoso: Metal Sonic.
"Sonic R" para Sega Saturn y PC: Knuckles y sus amigos competían a pie por unas cuantas carreras con gráficos en 3D.

#### En consolas de 128 bits
En "Sonic Adventure", el Dr. Robotnik destruye la Master Emerald para liberar a un "Dios Destructor" que se encontraba encerrado en el interior de la gema. Este Dios, llamado Chaos, esparce las piezas de la Esmeralda Principal por todo el planeta, por lo que Knuckles debe abandonar Angel Island y recorrer el planeta para encontrar todos y cada uno de los fragmentos de la poderosa joya, y así poder restaurarla.
En "Sonic Adventure 2", una chica murciélago llamada Rouge se roba la Master Emerald. Knuckles la persigue, pero cuando ambos llegan a Egypt Mobius, aparece el Dr. Robotnik quién sorpresivamente toma posesión de la Gran Esmeralda. Para evitar que el malvado Eggman se quede con la gema, Knuckles la divide en varios fragmentos y los esparce por todo el planeta. Ahora él debe recorrer una vez más el planeta Mobius (Tierra, en la versión americana) para recolectar todas las piezas de la poderosa Esmeralda.
En "Sonic Heroes", la Master Emerald permanece sana y salva en el Altar de Angel Island, pero sin embargo, Knuckles decide ayudar a sus amigos (Sonic y Tails) a derrotar al malvado Dr. Eggman, aunque la enorme gema no corre peligro alguno.
"Sonic Riders" es la última incursión de Sonic en la velocidad, usando unas tablas voladoras (Extreme Gear). Knuckles, en este videojuego, actúa como uno de los personajes tipo "Poder".
En "Sonic the Hedgehog", Knuckles aparece como parte del argumento y como personaje jugable en la historia de Sonic y en Last.
En "Sonic and the Secret Rings" y "Sonic and the Black Knight", Knuckles vuelve a aparecer como parte del argumento, pero sin ser un personaje jugable, a excepción del modo "multijugador" en donde sí está disponible como personaje elegible.

#### En portátiles (excepto Sega Game Gear)
"Sonic Advance" fue el primer juego típico de Sonic para la Game Boy Advance. En él Knuckles vuelve a los entornos 2D. Su estilo gráfico era distinto, ya que Knuckles y sus compañeros aparecen de manera similar al anime.
"Sonic Advance 2" tiene pocas variaciones con respecto a la primera entrega.
En "Sonic Advance 3", Knuckles actúa como personaje jugable, pudiendo formar equipo con Sonic, Tails, Amy o Cream.
"Sonic N" es la conversión de "Sonic Advance" para la N-Gage. El juego no se alteró en absoluto, pero se adaptó a la pantalla de la consola.
En "Shadow the Hedgehog","Sonic Rush","Sonic Colors (De DS)","Sonic Generations","Sonic Lost World" y "Sonic Forces" Knuckles no es jugable, pero forma parte de la historia.
Su versión clásica es jugable en "Sonic Mania".

### En dibujos animados
- "Sonic Underground" es la primera serie de televisión donde aparece Knuckles. Se trata de una serie americana donde Sonic y sus hermanos tocan en una banda de rock, mientras que Knuckles sigue en su labor de cuidar la Master Emerald pero también parece ser uno de los que colaboran con la madre de los 3 erizos, Aleena. Aparece en 4 episodios.

- "Sonic The Movie" es la primera película de anime en la que aparece Knuckles, y es anterior a las series de televisión. En esta película, Knuckles pospone su deber de cuidar la Master Emerald ya que se vuelve un "Buscador de Tesoros" (se supone que porque no hay Chaos Emeralds en la película). Este es el único film donde Knuckles viste un sombrero al estilo de "Indiana Jones". En la descripción de la película, se menciona que Knuckles es el mejor amigo de Sonic.

- "Sonic X" En ella es transportado al mundo de los humanos junto con Sonic, Tails, Amy, Eggman, y los demás. Su personalidad y forma de ser es similar a como es en los juegos de Sonic Aventure, Sonic Adventure 2 y Sonic Advance. En la tercera temporada tiene un papel más importante ya que es el único que puede liberar el poder de la Master Emerald para darle energía al Blue Typhoon, la nave espacial creada por Tails.

- "Sonic Boom" Knuckles tiene una apariencia diferente, ahora tiene un cuerpo más alto y musculoso, sin embargo, Knuckles también es caracterizado como alguien tonto, a quien le cuesta trabajo entender o enfocarse bien en lo que está en su entorno. Knuckles forma parte del equipo de héroes junto a Sonic, Tails, Amy y Sticks, quienes deben de defender una villa de los constantes ataques del Dr. Eggman y sus robots, aunque también a unas cuantas amenazas más.
- "Sonic Prime" Aquí se presenta a tres versiones alternas de Knuckles aparte del original, Knuckles Renegado forma parte de la resistencia junto con Rouge Rebelde para derrocar al consejo del caos de Nueva Yugork. Otra versión es Agresivo, un Knuckles más primitivo y habitante del Laberinto Boscage, él es más tímido y desconfiado que el Knuckles original y junto a las versiones alternas de Tails, Amy, Rouge y Big (Llamados Sarnoso, Rose Espinosa, Prim y Hambriento respectivamente), se encargan de cuidar al laberinto Boscage y proteger un fragmento del prisma paradoja. Otra versión que se presenta es Knuckles, El Capitán Terror, capitán de su barco y tripulación de piratas en la tierra de Ningún Lugar, al principio se mostraba amigable con Sonic, pero luego de descubrir la existencia de un fragmento del prisma paradoja, se obsesiona tanto con poseerlo al punto de poner a toda su tripulación en contra de Sonic para que todos lo ataquen, al final se da cuenta de su error y tras ver como Rose Negra se ha esforzado tanto por el bienestar de él y de Sonic, decide nombrarla como la nueva capitana. Estas tres versiones de Knuckles deciden aliarse con Sonic para derrotar a Nine y salvar el multiverso paradoja.

### Película
Si bien Knuckles no aparece en la primera película teatral de la serie Sonic, Sonic, la película (2020), se alude a su existencia dentro de la secuencia de apertura de la película en la que un joven Sonic y su cuidadora Longclaw son atacados por un clan nativo de Echidnas. Desde entonces, el coguionista Pat Casey ha declarado que son Echidnas dentro del mundo de Sonic, lo que confirma que la especie de Knuckles existe dentro del universo de esa película. Casey también insinuó que una conexión entre la tribu Echidna de la primera película y Knuckles podría explorarse en la secuela de la película.
Knuckles apareció junto a Sonic y Tails en la segunda película, con la voz de Idris Elba. En la película, se revela que él es el último de la tribu Echidna, ya que el resto de su especie se extinguió debido a una guerra entre ellos y los búhos y le guarda rencor a Sonic desde que era el aprendiz de Longclaw. Después de que el Dr. Robotnik le informara sobre la ubicación de Sonic, se une al científico y viaja a la Tierra para derrotar a Sonic y buscar la Master Emerald para honrar a sus antepasados. En el templo donde se encuentra la Esmeralda, Robotnik traiciona a Knuckles y lo deja morir, pero Sonic lo rescata. Se une a Sonic y Tails para derrotar a Robotnik en Green Hills y recuperar la Master Emerald. Los 3 acuerdan salvaguardar la Esmeralda mientras viven con la familia terrestre adoptiva de Sonic, los Wachowski.
También apareció como el personaje principal de una serie derivada del mismo nombre que fue estrenada para Paramount+, con Elba listo para repetir el papel.